# Temporada da WTA de 1983
O WTA Tour de 1983 (conhecido comercialmente como Virginia Slims World Championship Series) foi a décima terceira temporada desde a fundação da Women's Tennis Association. Começou em 3 de janeiro de 1983 e terminou em 4 de março de 1984 depois de 64 eventos.
A "Virginia Slims World Championship Series" foi a turnê de elite do tênis feminino profissional organizado pela Women's Tennis Association (WTA). Foi o primeiro circuito feminino global unificado na "Era Aberta" e contou com torneios que anteriormente faziam parte da "Toyota Series" e da "Avon Series". O circuito consistiu em 48 torneios em nove países, incluindo os quatro torneios do Grand Slam, e culminou, no final da temporada, no Virginia Slims Championships disputado em fevereiro de 1984. Os torneios ITF não faziam parte do tour, embora concedessem pontos para o WTA World Ranking.

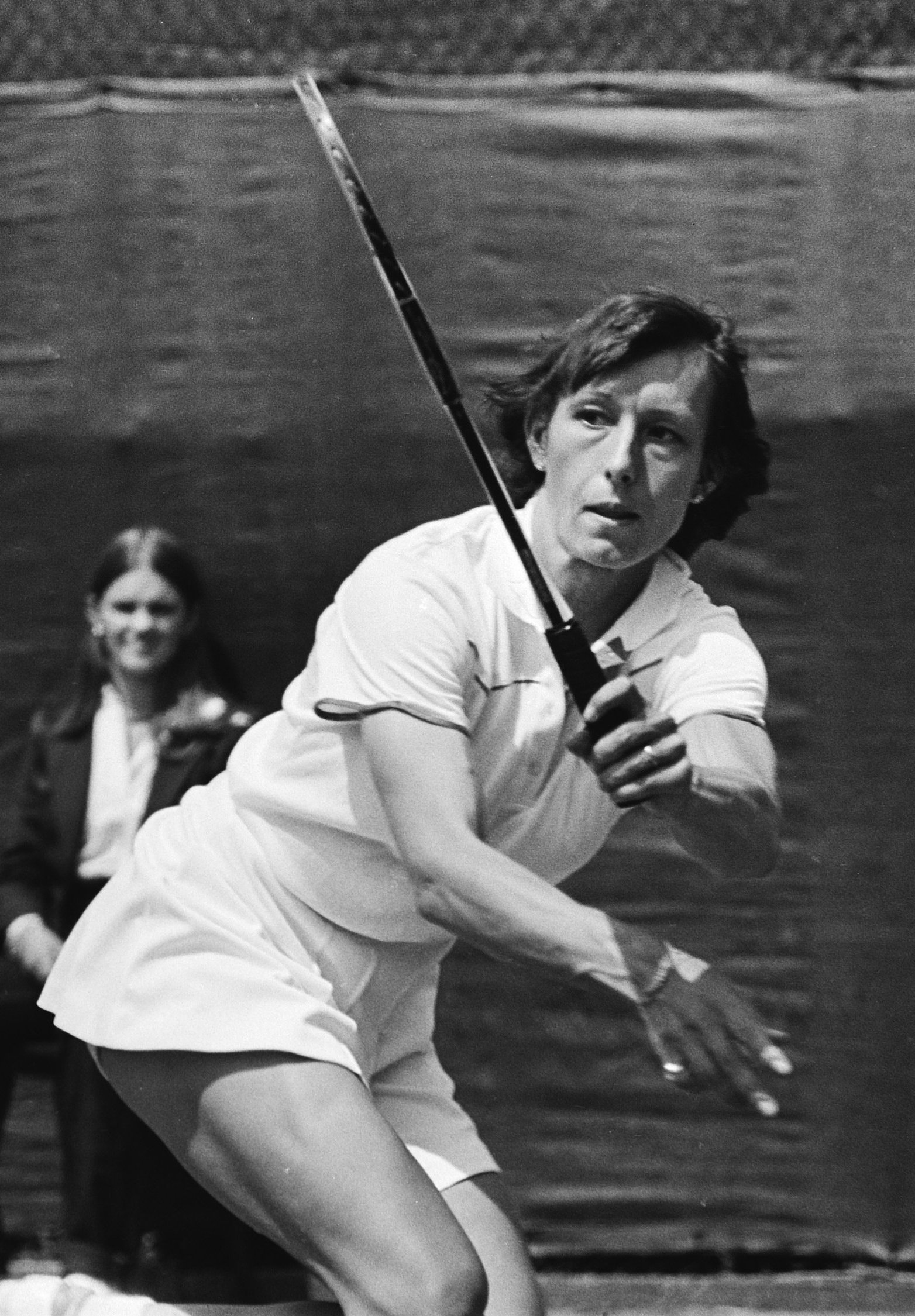
Martina Navratilova ganhou 18 títulos na temporada.

## Alterações na turnê
A Avon, que patrocinava o circuito de inverno dos Estados Unidos de janeiro a março do WTA Tour desde 1978, anunciou em 1982 que reduziria o patrocínio do tour. A Toyota, que patrocinava a turnê internacional pelos nove meses restantes da temporada, também retirou seu apoio. A temporada de 1983 viu a Virginia Slims retornar para patrocinar uma turnê mundial unificada após uma ausência de quatro anos. A empresa patrocinou eventos entre 1970 e 1978, mas retirou seu apoio após desentendimentos com os organizadores do WTA Tour, a a própria WTA. No entanto, a empresa decidiu associar-se novamente ao circuito de tênis feminino em 1983. A turnê passou portanto a ser conhecida comercialmente como "Virginia Slims World Championship Series", com 18 eventos, incluindo o US Open realizado nos Estados Unidos e mais 12 eventos em seis outros países incorporados sob a marca "Virginia Slims" em uma temporada combinada.

## Ranking de final de ano
Lista das 20 primeiras do ranking de final de ano da WTA de 1983 (05 de dezembro de 1983) - Competição individual:
| Ranking WTA de final de ano | Ranking WTA de final de ano | Ranking WTA de final de ano | Ranking WTA de final de ano | Ranking WTA de final de ano |
| --------------------------- | --------------------------- | --------------------------- | --------------------------- | --------------------------- |
| Nº                          | Jogadora                    | Pontos                      | 1982                        | F                           |
| 1                           | Martina Navratilova (USA)   | 19.606                      | 1                           | =                           |
| 2                           | Chris Evert-Lloyd (USA)     | 17.768                      | 2                           | =                           |
| 3                           | Andrea Jaeger (USA)         | 11.558                      | 3                           | =                           |
| 4                           | Tracy Austin (USA)          | 10.233                      | 4                           | =                           |
| 5                           | Pam Shriver (USA)           | 10.094                      | 6                           | +1                          |
| 6                           | Sylvia Hanika (FRG)         | 10.088                      | 10                          | +4                          |
| 7                           | Wendy Turnbull (AUS)        | 9.459                       | 5                           | -2                          |
| 8                           | Jo Durie (GBR)              | 9.287                       | 28                          | +20                         |
| 9                           | Hana Mandlíková (TCH)       | 8.965                       | 7                           | -2                          |
| 10                          | Andrea Temesvári (HUN)      | 8.907                       | 33                          | +23                         |
| 11                          | Bettina Bunge (FRG)         | 8.858                       | 9                           | -2                          |
| 12                          | Zina Garrison (USA)         | 8.576                       | 16                          | NR                          |
| 13                          | Kathy Jordan (USA)          | 7.153                       | 21                          | +8                          |
| 14                          | Kathy Rinaldi (USA)         | 6.711                       | 15                          | +1                          |
| 15                          | Kathleen Horvath (USA)      | 6.511                       | 49                          | +34                         |
| 16                          | Helena Suková (TCH)         | 6.393                       | 25                          | +9                          |
| 17                          | Ivanna Madruga (ARG)        | 6.146                       | 34                          | +17                         |
| 18                          | Bonnie Gadusek (USA)        | 6.137                       | 18                          | =                           |
| 19                          | Virginia Ruzici (ROU)       | 6.123                       | 11                          | -8                          |
| 20                          | Carling Bassett (CAN)       | 5.110                       | NR                          | NR                          |

| Ranking do Virginia Slims de final de ano | Ranking do Virginia Slims de final de ano | Ranking do Virginia Slims de final de ano |
| ----------------------------------------- | ----------------------------------------- | ----------------------------------------- |
| Nº                                        | Jogadora                                  | Pontos                                    |
| 1                                         | Martina Navratilova (USA)                 | 4,610                                     |
| 2                                         | Chris Evert-Lloyd (USA)                   | 2,574                                     |
| 3                                         | Hana Mandlíková (TCH)                     | 2,310                                     |
| 4                                         | Pam Shriver (USA)                         | 2,130                                     |
| 5                                         | Andrea Jaeger (USA)                       | 1,910                                     |
| 6                                         | Wendy Turnbull (AUS)                      | 1,850                                     |
| 7                                         | Jo Durie (GBR)                            | 1,800                                     |
| 8                                         | Sylvia Hanika (FRG)                       | 1,795                                     |
| 9                                         | Zina Garrison (USA)                       | 1,635                                     |
| 10                                        | Kathy Jordan (USA)                        | 1,534                                     |
| 11                                        | Barbara Potter (USA)                      | 1,510                                     |
| 12                                        | Andrea Temesvári (HUN)                    | 1,455                                     |
| 13                                        | Carling Bassett (CAN)                     | 1,439                                     |
| 14                                        | Helena Suková (TCH)                       | 1,409                                     |
| 15                                        | Kathleen Horvath (USA)                    | 1,398                                     |
| 16                                        | Virginia Ruzici (ROU)                     | 1,340                                     |
| 17                                        | Eva Pfaff (FRG)                           | 1,190                                     |
| 18                                        | Yvonne Vermaak (RSA)                      | 1,150                                     |
| 19                                        | Bonnie Gadusek (USA)                      | 1,145                                     |
| 20                                        | Kathy Rinaldi (USA)                       | 1,145                                     |